# Iris lortetii
Iris lortetii là một loài thực vật có hoa trong họ Diên vĩ. Loài này được Barbey ex Boiss. miêu tả khoa học đầu tiên năm 1882.